# Sam Ervin
Samuel James "Sam" Ervin, Jr. (Morganton, 27 de setembro de 1896 – Winston-Salem, 23 de abril de 1985) foi um político norte-americano. Gostava de denominar-se "advogado do país".
Tornou-se um herói por seu apoio às liberdades civis. Lembrado por seu trabalho nos comitês de investigação que derrubaram o senador Joseph McCarthy em 1954 e especialmente por sua investigação do escândalo Watergate entre 1972 e 1973 que levou à renúncia do então Presidente da República dos Estados Unidos, Richard Nixon, em 1974.

## Vida pessoal
Ervin nasceu em Morganton, Carolina do Norte, filho de Laura Theresa (Powe) e Samuel James Ervin. Serviu no exército dos Estados Unidos no combate contra França durante a Primeira Guerra Mundial, foi concedido a cruz de serviço distinta, a estrela de prata e dois corações roxos.
Formou-se na Universidade da Carolina do Norte, onde foi membro da Sociedade Dialética e Filantrópica, em 1917 e da Harvard Law School em 1922.

## Carreira no Senado dos EUA
Ervin estava servindo como um juiz associado da Suprema Corte da Carolina do Norte quando foi nomeado em junho de 1954 pelo governador William B. Umstead para preencher o assento no Senado dos EUA de Clyde Hoey, que havia morrido no cargo. Ele correu com êxito para o assento em novembro de 1954.

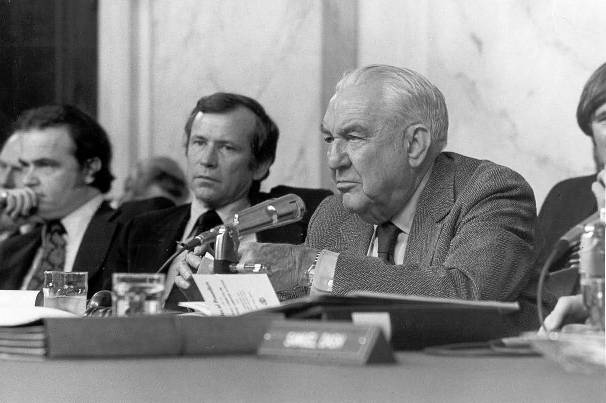
Sam Ervin, como Chair na comissão do Watergate.

Ervin fez um profundo impacto na história americana através de seu trabalho em dois comitês separados no início e no fim de sua carreira que foram críticos em derrubar dois adversários poderosos, o senador Joe McCarthy em 1954 e o presidente Richard M. Nixon em 1974.
Em 1954, O Richard Nixon, ainda como vice-presidente de Dwight D. Eisenhower, nomeou Sam Ervin para um comitê formado para investigar se o senador McCarthy deveria ser censurado pelo Senado.
Em 1956, como senador, ajudou a organizar a resistência à decisão da Corte Suprema de Justiça de 1954 contra o Conselho de Educação, pedindo a desagregação das escolas mediante a redação do Manifesto do Sul; Este documento influente incentivou o desafio da desagregação e que foi assinado por todos membros do Congresso.